# Coupe du monde de cyclisme sur piste 2014-2015
Navigation
Coupe du monde 2013-2014 Coupe du monde 2015-2016
La Coupe du monde de cyclisme sur piste 2014-2015 est une compétition organisée par l'UCI qui regroupe plusieurs épreuves de cyclisme sur piste. La saison débute le 7 novembre 2014 et se termine le 18 janvier 2015. Pour cette saison, trois manches sont au programme.
Au classement par nations, la Grande-Bretagne est la tenante du titre.

## Calendrier
| Date               | Lieu        |
| ------------------ | ----------- |
| 8-9 novembre 2014  | Guadalajara |
| 5-7 décembre 2014  | Londres     |
| 17-18 janvier 2015 | Cali        |

## Classement par nations
| Rang | Pays/Équipe      | Manche 1 | Manche 2 | Manche 3 | Total  |
| ---- | ---------------- | -------- | -------- | -------- | ------ |
| 1    | Allemagne        | 1363.5   | 1609.0   | 1065.0   | 4037.5 |
| 2    | Grande-Bretagne  | 1380.0   | 1424.0   | 900.0    | 3704.0 |
| 3    | Australie        | 1450.5   | 797.0    | 1151.0   | 3398.5 |
| 4    | Pays-Bas         | 895.5    | 1001.0   | 1289.5   | 3186.0 |
| 5    | Nouvelle-Zélande | 1068.0   | 1130.0   | 825.0    | 3023.0 |
| 6    | Russie           | 1003.0   | 1070.5   | 943.0    | 3016.5 |
| 7    | Chine            | 698.5    | 1042.0   | 821.5    | 2562.0 |
| 8    | France           | 639.0    | 761.5    | 973.0    | 2373.5 |
| 9    | Colombie         | 791.0    | 696.0    | 877.0    | 2364.0 |
| 10   | Espagne          | 682.0    | 515.5    | 825.0    | 2022.5 |

## Hommes

### Keirin

#### Résultats
| Lieu        | Vainqueur        | Deuxième         | Troisième          |
| ----------- | ---------------- | ---------------- | ------------------ |
| Guadalajara | Joachim Eilers   | Matthew Glaetzer | Fabián Puerta      |
| Londres     | Stefan Bötticher | Fabián Puerta    | Christos Volikakis |
| Cali        | Fabián Puerta    | Shane Perkins    | Matthew Baranoski  |

#### Classement
| Pos. | Coureur            | Gua | Lon | Cali | Pts |
| 1.   | Fabián Puerta      | 120 | 135 | 150  | 405 |
| 2.   | Christos Volikakis | 1   | 120 | 113  | 234 |
| 3.   | Matthew Baranoski  | 49  | 60  | 120  | 229 |
| 4.   | Kazunari Watanabe  | 30  | 105 | 82   | 217 |
| 5.   | Jason Kenny        | 113 | 98  |      | 211 |
| 6.   | Kamil Kuczynski    | 98  |     | 90   | 188 |
| 7.   | Nikita Shurshin    | 105 | 74  |      | 179 |
| 8.   | Stefan Bötticher   |     | 150 |      | 150 |
| 9.   | Joachim Eilers     | 150 |     |      | 150 |
| 10.  | Matthijs Büchli    | 90  |     | 49   | 139 |

### Vitesse

#### Résultats
| Lieu        | Vainqueur        | Deuxième         | Troisième       |
| ----------- | ---------------- | ---------------- | --------------- |
| Guadalajara | Matthew Glaetzer | Jason Kenny      | Fabián Puerta   |
| Londres     | Jeffrey Hoogland | Fabián Puerta    | Hersony Canelon |
| Cali        | Denis Dmitriev   | Jeffrey Hoogland | Fabián Puerta   |

#### Classement
| Pos. | Coureur           | Gua | Lon | Cali | Pts |
| 1.   | Fabián Puerta     | 120 | 135 | 120  | 375 |
| 2.   | Jeffrey Hoogland  |     | 150 | 135  | 285 |
| 3.   | Hersony Canelón   | 66  | 120 | 74   | 260 |
| 4.   | Matthew Glaetzer  | 150 | 74  |      | 224 |
| 5.   | Denis Dmitriev    |     | 54  | 150  | 204 |
| 6.   | Robert Förstemann | 105 | 82  |      | 187 |
| 7.   | Pavel Kelemen     | 82  | 42  | 60   | 184 |
| 8.   | Sam Webster       | 113 | 60  |      | 173 |
| 9.   | Nikita Shurshin   | 74  | 90  |      | 164 |
| 10.  | Stefan Bötticher  | 54  | 105 |      | 159 |

### Vitesse par équipes

#### Résultats
| Lieu        | Vainqueur                                                | Deuxième                                                  | Troisième                                                   |
| ----------- | -------------------------------------------------------- | --------------------------------------------------------- | ----------------------------------------------------------- |
| Guadalajara | Grande-Bretagne Philip Hindes Jason Kenny Callum Skinner | Allemagne Robert Förstemann Joachim Eilers Eric Engler    | Nouvelle-Zélande Ethan Mitchell Sam Webster Edward Dawkins  |
| Londres     | Allemagne Joachim Eilers Robert Förstemann René Enders   | Team Jayco-Ais Matthew Glaetzer Shane Perkins Nathan Hart | Nouvelle-Zélande Edward Dawkins Ethan Mitchell Sam Webster  |
| Cali        | France Grégory Baugé Kévin Sireau Quentin Lafargue       | Pays-Bas Jeffrey Hoogland Hugo Haak Matthijs Büchli       | Pologne Grzegorz Drejgier Damian Zielinski Krzysztof Maksel |

#### Classement
| Pos. | Équipe           | Gua   | Lon   | Cali  | Pts   |
| 1.   | France           | 147,0 | 169,6 | 225,0 | 541,5 |
| 2.   | Pays-Bas         | 169,5 | 147,0 | 202,5 | 519,0 |
| 3.   | Grande-Bretagne  | 225,0 | 135,0 | 147,0 | 507,0 |
| 4.   | Allemagne        | 202,5 | 225,0 | 54,0  | 481,5 |
| 5.   | Nouvelle-Zélande | 180,0 | 180,0 | 111,0 | 471,0 |
| 6.   | Venezuela        | 135,0 | 123,0 | 157,5 | 415,5 |
| 7.   | Pologne          | 99,0  | 111,0 | 180,0 | 390,0 |
| 8.   | Russie           | 81,0  | 157,5 | 135,0 | 373,5 |
| 9.   | Colombie         | 123,0 | 90,0  | 90,0  | 303,0 |
| 10.  | Corée du Sud     | 111,0 | 63,0  | 123,0 | 297,0 |

### Poursuite par équipes

#### Résultats
| Lieu        | Vainqueur                                                              | Deuxième                                                                      | Troisième                                                                               |
| ----------- | ---------------------------------------------------------------------- | ----------------------------------------------------------------------------- | --------------------------------------------------------------------------------------- |
| Guadalajara | Australie Daniel Fitter Alexander Porter Miles Scotson Sam Welsford    | Grande-Bretagne Jonathan Dibben Steven Burke Andrew Tennant Mark Christian    | Allemagne Henning Bommel Theo Reinhardt Leon Rohde Kersten Thiele                       |
| Londres     | Grande-Bretagne Steven Burke Mark Christian Owain Doull Andrew Tennant | Nouvelle-Zélande Pieter Bulling Westley Gough Cameron Karwowski Myron Simpson | Danemark Casper Pedersen Lasse Norman Hansen Rasmus Christian Quaade Casper Von Folsach |
| Cali        | Australie Scott Law Joshua Harrison Jackson Law Tirian McManus         | Rusvelo Artur Ershov Alexander Evtushenko Alexey Kurbatov Alexander Serov     | Grande-Bretagne Germain Burton Matthew Gibson Christopher Latham Mark Stewart           |

#### Classement
| Pos. | Équipe           | Gua | Lon | Cali | Pts |
| 1.   | Grande-Bretagne  | 270 | 300 | 240  | 810 |
| 2.   | Australie        | 300 | 180 | 300  | 780 |
| 3.   | Danemark         | 196 | 240 | 226  | 662 |
| 4.   | Allemagne        | 226 | 164 | 210  | 600 |
| 5.   | Nouvelle-Zélande | 210 | 270 | 98   | 578 |
| 6.   | Suisse           | 240 | 226 | 84   | 550 |
| 7.   | Pays-Bas         | 164 | 210 | 148  | 522 |
| 8.   | Espagne          | 180 | 60  | 196  | 436 |
| 9.   | Russie           | 108 | 148 | 164  | 420 |
| 10.  | Belgique         | 90  | 132 | 180  | 402 |

### Course aux points
| Lieu    | Vainqueur   | Deuxième        | Troisième         |
| ------- | ----------- | --------------- | ----------------- |
| Londres | Eloy Teruel | Kenny De Ketele | Eduardo Sepúlveda |

### Américaine
| Lieu    | Vainqueur                                  | Deuxième                                      | Troisième                               |
| ------- | ------------------------------------------ | --------------------------------------------- | --------------------------------------- |
| Londres | Grande-Bretagne Mark Christian Owain Doull | Nouvelle-Zélande Pieter Bulling Westley Gough | Allemagne Henning Bommel Theo Reinhardt |

### Omnium

#### Résultats
| Lieu        | Vainqueur        | Deuxième        | Troisième  |
| ----------- | ---------------- | --------------- | ---------- |
| Guadalajara | Lucas Liss       | Glenn O'Shea    | Bobby Lea  |
| Londres     | Fernando Gaviria | Scott Law       | Bobby Lea  |
| Cali        | Maximilian Beyer | Jasper De Buyst | Gaël Suter |

#### Classement
| Pos. | Coureur           | Gua | Lon | Cali | Pts |
| 1.   | Casper Pedersen   | 105 | 74  | 90   | 269 |
| 2.   | Jasper De Buyst   | 24  | 82  | 135  | 241 |
| 3.   | Bobby Lea         | 120 | 120 |      | 240 |
| 4.   | Tim Veldt         |     | 113 | 113  | 226 |
| 5.   | Maximilian Beyer  |     | 74  | 150  | 224 |
| 6.   | Thomas Boudat     |     | 105 | 105  | 210 |
| 7.   | Raman Tsishkou    | 90  | 60  |      | 150 |
| 8.   | Cameron Karwowski | 60  |     | 98   | 158 |
| 9.   | Liu Hao           | 42  | 49  | 60   | 151 |
| 10.  | Fernando Gaviria  |     | 150 |      | 150 |

## Femmes

### Keirin

#### Résultats
| Lieu        | Vainqueur   | Deuxième            | Troisième        |
| ----------- | ----------- | ------------------- | ---------------- |
| Guadalajara | Guo Shuang  | Zhong Tianshi       | Anna Meares      |
| Londres     | Guo Shuang  | Kristina Vogel      | Lee Hyejin       |
| Cali        | Junhong Lin | Shanne Braspennincx | Melissa Erickson |

#### Classement
| Pos. | Coureuse                  | Gua | Lon | Cali | Pts |
| 1.   | Guo Shuang                | 150 | 150 | 150  | 450 |
| 2.   | Lee Wai-sze               | 49  | 113 | 90   | 252 |
| 3.   | Zhong Tianshi             | 135 | 98  |      | 233 |
| 4.   | Junhong Lin               | 30  | 54  | 135  | 219 |
| 5.   | Jessica Varnish           | 49  | 105 | 49   | 203 |
| 6.   | Anna Meares               | 120 | 82  |      | 202 |
| 7.   | Lee Hyejin                | 30  | 120 | 49   | 199 |
| 8.   | Simona Krupeckaitė        | 98  | 90  |      | 188 |
| 9.   | Monique Sullivan          | 66  | 30  | 82   | 178 |
| 10.  | Lisandra Guerra Rodriguez | 49  | 49  | 74   | 172 |

### Vitesse

#### Résultats
| Lieu        | Vainqueur          | Deuxième           | Troisième       |
| ----------- | ------------------ | ------------------ | --------------- |
| Guadalajara | Anastasiia Voinova | Guo Shuang         | Lisandra Guerra |
| Londres     | Kristina Vogel     | Anastasiia Voinova | Elis Ligtlee    |
| Cali        | Elis Ligtlee       | Guo Shuang         | Lee Wai-sze     |

#### Classement
| Pos. | Coureuse            | Gua | Lon | Cali | Pts |
| 1.   | Elis Ligtlee        | 113 | 120 | 150  | 383 |
| 2.   | Guo Shuang          | 135 | 105 | 135  | 375 |
| 3.   | Lee Wai-sze         | 90  | 90  | 120  | 300 |
| 4.   | Anastasiia Voinova  | 150 | 135 |      | 285 |
| 5.   | Lisandra Guerra     | 120 | 33  | 82   | 235 |
| 6.   | Olga Ismayilova     | 74  | 54  | 105  | 233 |
| 7.   | Victoria Williamson | 66  | 45  | 98   | 209 |
| 8.   | Anna Meares         | 105 | 98  |      | 203 |
| 9.   | Jessica Varnish     | 49  | 60  | 90   | 199 |
| 10.  | Zhong Tianshi       | 82  | 113 |      | 195 |

### Vitesse par équipes

#### Résultats
| Lieu        | Vainqueur                                   | Deuxième                                  | Troisième                                    |
| ----------- | ------------------------------------------- | ----------------------------------------- | -------------------------------------------- |
| Guadalajara | Australie Kaarle McCulloch Stephanie Morton | Allemagne Gudrun Stock Miriam Welte       | Russie Daria Shmeleva Anastasiia Voinova     |
| Londres     | Chine Zhong Tianshi Gong Jinjie             | Allemagne Kristina Vogel Miriam Welte     | Russie Ekaterina Gnidenko Anastasiia Voinova |
| Cali        | Russie Daria Shmeleva Ekaterina Gnidenko    | Pays-Bas Elis Ligtlee Shanne Braspennincx | Espagne Tania Calvo Helena Casas             |

#### Classement
| Pos. | Équipe           | Gua | Lon | Cali | Pts |
| 1.   | Russie           | 120 | 120 | 150  | 390 |
| 2.   | Pays-Bas         | 113 | 90  | 135  | 338 |
| 3.   | Espagne          | 105 | 82  | 120  | 307 |
| 4.   | Allemagne        | 135 | 135 | 36   | 306 |
| 5.   | France           | 98  | 98  | 98   | 294 |
| 6.   | Grande-Bretagne  | 74  | 105 | 105  | 284 |
| 7.   | Nouvelle-Zélande | 99  | 66  | 113  | 269 |
| 8.   | Australie        | 150 | -   | 90   | 240 |
| 9.   | Chine            | 21  | 150 | 54   | 225 |
| 10.  | Colombie         | 82  | 33  | 60   | 175 |

### Poursuite par équipes

#### Résultats
| Lieu        | Vainqueur                                                              | Deuxième                                                             | Troisième                                                            |
| ----------- | ---------------------------------------------------------------------- | -------------------------------------------------------------------- | -------------------------------------------------------------------- |
| Guadalajara | Grande-Bretagne Laura Trott Elinor Barker Ciara Horne Amy Roberts      | Canada Allison Beveridge Jasmin Glaesser Kirsti Lay Stephanie Roorda | Chine Huang Dong Yan Jing Yali Jiang Wenwen Zhao Baofang             |
| Londres     | Grande-Bretagne Katie Archibald Laura Trott Elinor Barker Ciara Horne  | Australie Isabella King Ashlee Ankudinoff Amy Cure Melissa Hoskins   | Canada Allison Beveridge Jasmin Glaesser Kirsti Lay Stephanie Roorda |
| Cali        | Australie Macey Stewart Elissa Wundersitz Alexandra Manly Lauren Perry | Chine Huang Dong Yan Jin Di Liang Hongyu Zhao Baofang                | États-Unis Carmen Small Lauren Tamayo Jennifer Valente Ruth Winder   |

#### Classement
| Pos. | Équipe           | Gua | Lon | Cali | Pts |
| 1.   | Australie        | 210 | 270 | 300  | 780 |
| 2.   | Chine            | 240 | 226 | 270  | 736 |
| 3.   | Grande-Bretagne  | 300 | 300 |      | 600 |
| 4.   | Nouvelle-Zélande | 226 | 210 | 164  | 600 |
| 5.   | Canada           | 270 | 240 | 84   | 594 |
| 6.   | Allemagne        | 164 | 196 | 210  | 570 |
| 7.   | Italie           | 180 | 148 | 226  | 554 |
| 8.   | Biélorussie      | 120 | 120 | 196  | 436 |
| 9.   | Russie           | 132 | 180 | 78   | 390 |
| 10.  | États-Unis       | 148 |     | 240  | 388 |

### Scratch
| Lieu    | Vainqueur      | Deuxième        | Troisième           |
| ------- | -------------- | --------------- | ------------------- |
| Londres | Milena Salcedo | Lauren Stephens | Katarzyna Pawłowska |

### Course aux points
| Lieu    | Vainqueur | Deuxième        | Troisième     |
| ------- | --------- | --------------- | ------------- |
| Londres | Amy Cure  | Jasmin Glaesser | Elinor Barker |

### Omnium

#### Résultats
| Lieu        | Vainqueur      | Deuxième        | Troisième          |
| ----------- | -------------- | --------------- | ------------------ |
| Guadalajara | Jolien D'Hoore | Marlies Mejías  | Malgorzata Wojtyra |
| Londres     | Laura Trott    | Jolien D'Hoore  | Kirsten Wild       |
| Cali        | Kirsten Wild   | Leire Olaberría | Anna Knauer        |

#### Classement
| Pos. | Coureuse           | Gua | Lon | Cali | Pts |
| 1.   | Kirsten Wild       | 105 | 120 | 150  | 375 |
| 2.   | Marlies Mejías     | 135 | 105 | 113  | 353 |
| 3.   | Jolien D'Hoore     | 150 | 135 |      | 285 |
| 4.   | Amalie Dideriksen  | 113 | 82  | 90   | 285 |
| 5.   | Anna Knauer        | 90  | 66  | 120  | 276 |
| 6.   | Małgorzata Wojtyra | 120 | 90  |      | 210 |
| 7.   | Leire Olaberría    |     | 54  | 135  | 189 |
| 8.   | Simona Frapporti   | 74  |     | 105  | 179 |
| 9.   | Racquel Sheath     | 60  | 30  | 74   | 164 |
| 10.  | Laura Trott        |     | 150 |      | 150 |